# Шенуда III
Шенуда́ III (Назір Гаєд; 1923–2012) — духовний лідер коптів, Папа і Патріарх Олександрійський, глава Коптської православної церкви.
Назір Гайед народився у побожній християнській родині 3 серпня 1923 року.
Він став ченцем у 1954 році і обрав ім'я Шенуда.
У 1971 році його обрали Папою і він став патріархом коптської церкви. 1872 року завершив протистояння своїх попередників щодо контролю церковного майна, створивши Організацію з церковного майна за участю папи, 6 митрополитів і 6 архонтів (членів світської організації — Генеральної ради громад).
У нього були погані відносини із президентом Анваром Садатом, який у 1981 році заборонив йому перебувати в Каїрі. Через чотири роки після того йому дозволив повернутись в Каїр наступний президент Хосні Мубарак.
Папа Шенуда ІІІ помер у суботу, 17 березня 2012 року у віці 88 років. Як вважають, у нього був рак. Шенуда ІІІ керував найбільшою християнською громадою на Близькому Сході 40 років.